# Wheaton (Wisconsin)
Die Town of Wheaton ist eine von 23 Towns im Chippewa County im US-amerikanischen Bundesstaat Wisconsin. Im Jahr 2010 hatte Town of Wheaton 2701 Einwohner.
Town hat in Wisconsin eine grundlegend andere Bedeutung, als im übrigen englischsprachigen Bereich. Vielmehr entspricht sie den in den anderen US-Bundesstaaten üblichen Townships, die nach dem County die nächstkleinere Verwaltungseinheit bilden.

## Geografie
Die Town of Wheaton liegt im Westen Wisconsins und wird im Osten vom Chippewa River begrenzt. Dessen Mündung in den die Grenze zu Minnesota bildenden Mississippi befindet sich rund 90 km südwestlich.
Die Koordinaten der geografischen Mitte der Town of Wheaton sind 44°54′11″ nördlicher Breite und 91°33′33″ westlicher Länge. Sie erstreckt sich über eine Fläche von 143,1 km², die sich auf 142 km² Land- und 1,1 km² Wasserfläche verteilen. 
Die Town of Wheaton liegt im Süden des Chippewa County und grenzt an folgende Nachbartowns:
| Town of Colfax (Dunn County)       | Town of Howard, Town of Tilden              | City of Chippewa Falls |
| Town of Elk Mound (Dunn County)    | Kompassrose, die auf Nachbargemeinden zeigt | Village of Lake Hallie |
| Town of Spring Brook (Dunn County) | Town of Union (Eau Claire County)           | City of Eau Claire     |

## Verkehr
Durch den äußersten Südwesten der Town of Wheaton verläuft der vierspurig ausgebaute U.S. Highway 12, während der ebenfalls vierspurig ausgebaute U.S. Highway 53 einen Teil von deren östlicher Begrenzung bildet. Der Wisconsin State Highway 29 verläuft in West-Ost-Richtung durch die Town. Daneben verlaufen hier noch die County Roads F und X. Alle weiteren Straßen sind untergeordnete Landstraßen oder teils unbefestigte Fahrwege.
Durch den Nordosten der Town verläuft für den Frachtverkehr eine Linie der zur Canadian National Railway gehörenden Wisconsin Central.
Der nächste Flughafen ist der Chippewa Valley Regional Airport in Eau Claire (am gegenüberliegenden Ufer des Chippewa River).

## Bevölkerung
Nach der Volkszählung im Jahr 2010 lebten in der Town of Wheaton 2701 Menschen in 1001 Haushalten. Die Bevölkerungsdichte betrug 19 Einwohner pro Quadratkilometer. In den 1001 Haushalten lebten statistisch je 2,69 Personen. 
Ethnisch betrachtet setzte sich die Bevölkerung zusammen aus 95,9 Prozent Weißen, 0,2 Prozent Afroamerikanern, 0,2 Prozent amerikanischen Ureinwohnern sowie 3,4 Prozent Asiaten; 0,3 Prozent stammten von zwei oder mehr Ethnien ab. Unabhängig von der ethnischen Zugehörigkeit waren 0,7 Prozent der Bevölkerung spanischer oder lateinamerikanischer Abstammung. 
24,0 Prozent der Bevölkerung waren unter 18 Jahre alt, 63,6 Prozent waren zwischen 18 und 64 und 12,4 Prozent waren 65 Jahre oder älter. 47,8 Prozent der Bevölkerung war weiblich.
Das mittlere jährliche Einkommen eines Haushalts lag bei 68.405 USD. Das Pro-Kopf-Einkommen betrug 28.266 USD. 2,7 Prozent der Einwohner lebten unterhalb der Armutsgrenze.

## Ortschaften in der Town of Wheaton
Auf dem Gebiet der Town of Wheaton liegen neben Streubesiedlung noch folgende gemeindefreie Siedlungen:
- Old Albertville
- Pine Grove